# Tigrés
Ne doit pas être confondu avec Tigréens ou Tigrina (peuple).
Les Tigrés sont un peuple habitant en Érythrée, dont ils représentent environ 31 % de la population. Ils vivent principalement dans les montagnes, plateaux et plaines situés dans la partie Ouest et Nord de l'Érythrée. Ils parlent le tigré. Il ne faut pas les confondre avec les peuples proches que sont les Tigrina, ethnie majoritaire et dominante en Erythrée, ni avec les Tigréens, qui vivent dans la région éthiopienne du Tigré, ces deux peuples parlant, eux, le tigrigna. 
Quelque 200 000 Tigrés vivent à l'étranger, surtout en Europe, à la suite surtout, d'une forte émigration, depuis les années 2000, pour fuir la misère et le régime dictatorial du président Érythréen Isaias Afwerki.

## Religion
Environ 95% des Tigrés pratiquent l'islam sunnite, les autres pratiquent le christianisme (membres de l'Église érythréenne orthodoxe, de l'Église catholique romaine et de l'Église évangélique luthérienne d'Érythrée) et les deux groupes incorporent des éléments de la religion traditionnelle animiste dans leurs rites religieux.